# Nastocerus annulicornis
Nastocerus annulicornis är en skalbaggsart som först beskrevs av Leon Fairmaire 1899.  Nastocerus annulicornis ingår i släktet Nastocerus och familjen långhorningar.
Artens utbredningsområde är Madagaskar. Inga underarter finns listade i Catalogue of Life.